# Latvijas PSR čempionāts futbolā 1966
L'edizione 1966 del massimo campionato di calcio lettone fu la 22ª come competizione della Repubblica Socialista Sovietica Lettone; il titolo fu vinto dall'ESR Riga, giunto al suo primo titolo.

## Formato
Il campionato era formato da quattordici squadre che si incontrarono in gare di andata e ritorno per un totale di 26 turni; erano assegnati due punti alla vittoria, un punto al pareggio e zero per la sconfitta.

## Classifica finale
|                        | Pos. | Squadra                          | Pt | G  | V  | N  | P  | GF | GS | DR  |
| ---------------------- | ---- | -------------------------------- | -- | -- | -- | -- | -- | -- | -- | --- |
| RSS Lettone (bandiera) | 1.   | ESR Riga                         | 39 | 26 | 17 | 5  | 4  | 45 | 15 | +30 |
|                        | 2.   | ASK Rīga                         | 37 | 26 | 16 | 5  | 5  | 46 | 26 | +20 |
|                        | 3.   | Pilots Riga                      | 34 | 26 | 14 | 6  | 6  | 42 | 19 | +23 |
|                        | 4.   | KRR Rīga                         | 30 | 26 | 11 | 8  | 7  | 33 | 27 | +6  |
|                        | 5.   | Jelgava                          | 29 | 26 | 10 | 9  | 7  | 33 | 22 | +11 |
|                        | 6.   | Futbola klubs Liepājas Metalurgs | 29 | 26 | 9  | 11 | 6  | 27 | 20 | +7  |
|                        | 7.   | ZSK Daugavpils                   | 28 | 26 | 11 | 6  | 9  | 37 | 34 | +3  |
|                        | 8.   | Dinamo Liepaja                   | 27 | 26 | 10 | 7  | 9  | 27 | 25 | +2  |
|                        | 9.   | Juras Osta Ventspils             | 21 | 26 | 6  | 9  | 11 | 21 | 25 | -4  |
|                        | 10.  | CSK Broceni                      | 20 | 26 | 8  | 4  | 14 | 29 | 36 | -7  |
|                        | 11.  | RĖZ Riga                         | 19 | 26 | 5  | 9  | 12 | 24 | 32 | -8  |
|                        | 12.  | Aizpute                          | 19 | 26 | 6  | 7  | 13 | 16 | 43 | -27 |
|                        | 13.  | Vulkans Kuldiga                  | 16 | 26 | 6  | 4  | 16 | 24 | 46 | -22 |
|                        | 14.  | PFR Riga                         | 16 | 26 | 5  | 6  | 15 | 23 | 57 | -34 |